# Hyundai Accent WRC
El Hyundai Accent WRC es un automóvil de carreras construido por Hyundai en colaboración con Motor Sport Developments (MSD) basado en el Hyundai Accent con homologación World Rally Car y concebido para participar en el Campeonato Mundial de Rally. Debutó en el Rally de Suecia de 2000 y participó desde ese año hasta 2003 en un total 52 pruebas con pilotos como Kenneth Eriksson, Alister McRae, Piero Liatti, Armin Schwarz o Freddy Loix. Con este vehículo la marca coreana debutó en la máxima categoría pero sus discretos resultados, debido al poco tiempo de desarrollo y a la falta de presupuesto, la llevaron a abandonar el campeonato a mediados de la temporada 2003 y por ende con la vida deportiva del Hyundai Accent WRC en el mundial. No logró ningún podio ni ninguna victoria, siendo sus mejores resultados dos cuartos puestos, los conseguidos por Eriksson en Australia de 2000 y por McRae en RAC de 2001. Contó con un total de tres evoluciones y su falta de competitividad se vio reflejada cuando fue superado en alguna prueba por vehículos del grupo N y en otras competía contra WRC privados muy lejos del resto de World Rally Cars oficiales.

## Historia

### Antecedentes
Los primeros pasos de la marca Hyundai en el Campeonato Mundial de Rally y con ello, de una marca coreana en dicho certamen, se iniciaron en el año 1991. En el Rally de Australia de esa temporada hizo el debut en competición el Hyundai Lantra (Elantra en algunos países) el primer modelo en la historia de la firma coreana homologado por la FIA para competir en rally. En el rally debutaron dos unidades: una conducida por Wayne Bell, además de ser el preparador de ambas, y otra por Greg Carr, hecho que repitieron al año siguiente.  Este coche llegó a competir en el Campeonato Asia-Pacífico de Rally donde ganó la categoría de F2 (dos ruedas motrices) en 1992. La novedad más importante de ese año fue el debut del Hyundai Accent que se hizo en el Rally de Tailandia conducido por Kim Dong-Ok y David Boddy que lograron la séptima plaza en la prueba. Al año siguiente tanto el Accent como el Lantra competían en rallies internacionales como grupos A. Los resultados obtenidos por Wayne Bell durante esos años en el Rally de Australia y en el Asia Pacífico animaron a la marca a desarrollar el Hyundai Coupe Kit Car Evo 2 que era más ancho que su antecesor.  En 1998 la marca compitió en pruebas del mundial de 2 Litros donde consiguió como mejor resultado el subcampeonato de marcas en 1999. Ese mismo año Hyundai conseguía otro importante éxito al hacerse con el campeonato de marcas del Campeonato de Asia Pacífico con los pilotos Kenneth Eriksson y Alister McRae. Tras esta experiencia la marca se animó la desarrollar un vehículo homologado en la categoría reina y así nació el proyecto del Hyundai Accent WRC.

### Desarrollo

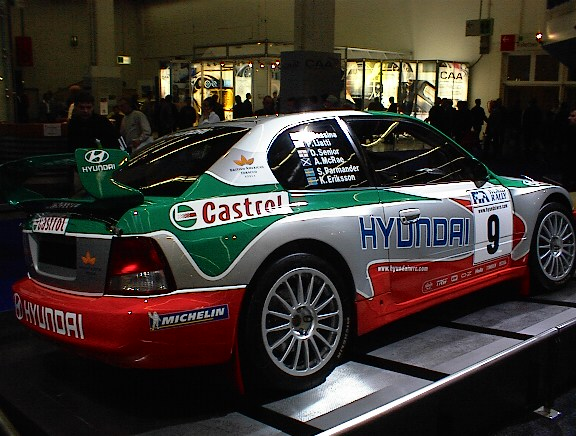

Hyundai en conjunto con la Motor Sport Developments (MSD) con la que ya había trabajado en el desarrollo del Coupe Kit Car, fueron los encargados de diseñar el primer World Rally Car de la marca. El equipo, que estaba dirigido por el ingeniero David Whitehead, contó con el presupuesto que le concedió la marca y un tiempo de tan solo nueve meses de desarrollo, los cuatro últimos para las pruebas dinámicas. La MSD encargó el motor a Mountune, empresa que ya había trabajado en el del Škoda Octavia WRC, la transmisión a Bob Bell, un ingeniero con experiencia en la Fórmula 1 y tanto la carrocería como la aerodinámica, a Pete Stevens. La falta de tiempo y de presupuesto se sumó a la falta de experiencia del equipo en el mundo de los rallies. Los dos ingenieros británicos, Nick Clipson y Mark Way solo contaban con experiencia en competiciones de circuitos  y la propia MSD, no había vuelto a trabajar en rallies desde que a principios de los noventa se encargó de la puesta a punta de los Opel Astra. El motor del Accent WRC se tomó del Coupé de dos litros, al que se le añadió un turbocompresor, y se situó en posición transversal aunque acostado 12 grados para que cupiese en el vano motor lo que rebajó el centro de gravedad. La caja de cambios se situó longitudinalmente por detrás del motor mientras que el cambio escogido fue un X-Trac de seis velocidades similar al utilizado por Ford en su Ford Focus WRC. Para la suspensión trasera se le dotó uno con sistema McPherson similar al que ya contaba en el tren delantero y los diferenciales fueron central activo con gestión electrónica y mecánico con acoplamiento viscoso para el delantero y trasero. El equipo de desarrollo tuvo muchos problemas para situar todos los elementos propios de un WRC en la carrocería, algo más pequeña que la de sus rivales, además su distancia entre ejes era la más corta de todos lo que obligó a situar el depósito de combustible en la parte donde suelen ir los asientos traseros así como otros elementos.
En 2001 se presentó la segunda evolución del coche. Contaba con mejoras en el motor, (entregaba la potencia de manera más progresiva) un diferencial delantero de tipo activo, una carrocería retocada con mejoras en la aerodinámica, un chasis más rígido y suspensiones de mayor recorrido para las pruebas sobre tierra.

## Competición

### Temporada 2000
El Accent WRC debutó en el Rally de Suecia de 2000 y en esa primera prueba los dos pilotos encargados de pilotarlo, Kenneth Eriksson y Alister McRae terminaron en la decimotercera y decimocuarta posición. En la segunda prueba, Portugal ambos coches abandonaron y en Cataluña solo el sueco logró terminar, pero muy alejado de los puntos. En Argentina el Accent logró su primer punto con un séptimo puesto de McRae (fue sexto en constructores). Sin embargo los abandonos se repitieron en Acrópolis y en Nueva Zelanda, aunque en este cita Eriksson logró uno de los mejores resultados del año, donde consiguió ser quinto y le dio al Accent otros tres puntos para el campeonato de marcas. En Nueva Zelanda fue McRae quien dio otro punto al equipo con su noveno puesto de la general, aunque sexto en la categoría de constructores. En la recta final de la temporada el equipo logró cosechando malos resultados con abandonos y posiciones muy retrasadas. Sin embargo en la penúltima cita, Australia, Eriksson realizó una de las mejores actuaciones del Accent cuando marcó dos scratch y terminó en la cuarta posición final.
| Año  | Equipo  | Piloto           | MON | SWE | SAF | POR | ESP | ARG | GRE | NZL | FIN | CHI | COR | SRM | AUS | GBR | Posi. | Puntos | Posi. | Puntos | Notas |
| ---- | ------- | ---------------- | --- | --- | --- | --- | --- | --- | --- | --- | --- | --- | --- | --- | --- | --- | ----- | ------ | ----- | ------ | ----- |
| 2000 | Hyundai | Kenneth Eriksson |     | 13  |     | Ret | 23  | 8   | Ret | 5   | 15  |     | Ret | 45  | 4   | Ret | 11º   | 5      | 6º    | 8      | [ 5 ] |
| 2000 | Hyundai | Alister McRae    |     | 14  |     | Ret | Ret | 7   | Ret | Ret | 9   |     | 12  | 16  | Ret | 11  | -     | 0      | 6º    | 8      | [ 5 ] |

### Temporada 2001

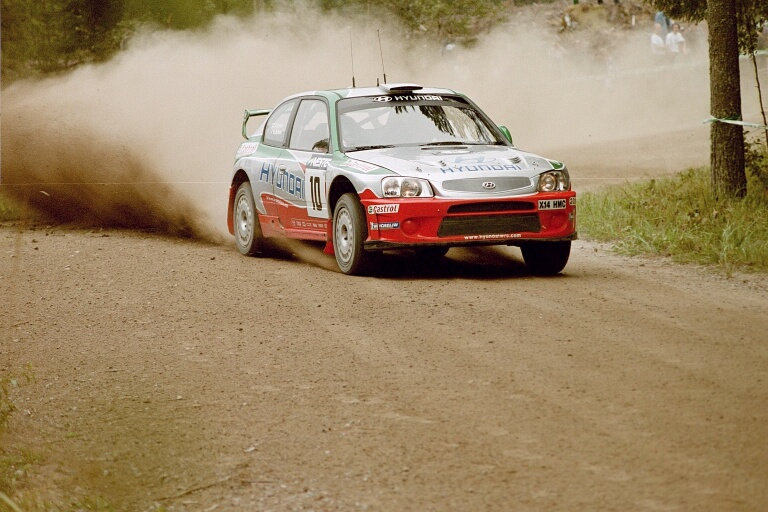
El Hyundai Accent WRC de Alister McRae durante el Rally de Finlandia donde terminó en la decimotercera posición.

La segunda versión del Accent WRC debutó en el Rally de Portugal de 2001 e incorporó varias novedades. Contaba con mayor recorrido de suspensión y los depósitos hidráulicos de cada amortiguador separados del mismo. También se cambió la posición del depósito del combustible, sin embargo el cambio más visible era el nuevo alerón trasero que se incorporó junto a otros cambios de aerodinámica. 
| Año  | Equipo  | Piloto           | MON | SWE | POR | ESP | ARG | CHI | GRE | SAF | FIN | NZL | SRM | COR | AUS | GBR | Posi. | Puntos | Posi. | Puntos | Notas |
| ---- | ------- | ---------------- | --- | --- | --- | --- | --- | --- | --- | --- | --- | --- | --- | --- | --- | --- | ----- | ------ | ----- | ------ | ----- |
| 2001 | Hyundai | Kenneth Eriksson |     | 8   | 7   |     | Ret | Ret | Ret |     | 12  | 10  |     |     | 12  | 6   | 21º   | 1      | 6º    | 17     | [ 6 ] |
| 2001 | Hyundai | Alister McRae    | 7   | Ret | 6   | 11  | 9   | 7   | 15  |     | 13  | 9   | Ret | 9   | 10  | 4   | 17º   | 4      | 6º    | 17     | [ 6 ] |
| 2001 | Hyundai | Piero Liatti     |     |     |     |     |     | Ret |     |     |     |     |     |     |     | Ret | -     | 0      | 6º    | 17     | [ 6 ] |

### Temporada 2002
Al año siguiente en el Rally de Córcega de 2002 debutó la tercera y última evolución del Accent WRC que contó con mejoras en el motor y en 2003 la MSD le incorporó varias novedades en el turbo y en la suspensión. 
| Año  | Equipo  | Piloto         | MON | SWE | COR | ESP | CHI | ARG | GRE | SAF | FIN | GER | SRM | NZL | AUS | GBR | Posi. | Puntos | Posi. | Puntos | Notas |
| 2002 | Hyundai | Armin Schwarz  | Ret | Ret | 13  | 16  | 7   | Ret | 9   | Ret | 13  | Ret | Ret | 10  | Ret | WD  | -     | 0      | 4º    | 10     | [ 7 ] |
| 2002 | Hyundai | Freddy Loix    | Ret | Ret | 9   | 10  | Ret | Ret | Ret | Ret | 9   | Ret | 28  | 6   | Ret | 8   | 19º   | 1      | 4º    | 10     | [ 7 ] |
| 2002 | Hyundai | Juha Kankkunen |     | 8   |     |     | Ret | 7   | WD  | 8   | Ret |     |     | 5   | Ret | 9   | 16º   | 2      | 4º    | 10     | [ 7 ] |

### Temporada 2003
Los resultados de la marca coreana durante esos años fueron discretos. Nunca consiguió un podio y los mejores puestos fueron un  cuarto en el Rally de Australia de 2000 y otro en el Rally de Gran Bretaña de 2001. Con la salida de Castrol como patrocinador se dejó de desarrollar el Acent WRC y precipitó la retirada del campeonato antes de su finalización. La última salida oficial de un Accent WRC fue en el Rally de Australia de ese año y posteriormente todas las unidades fueron utilizadas por varios pilotos privados en competiciones nacionales destacando el triunfo de David Higgins que se hizo con el Campeonato Británico en 2004.
Los conflictos entre la marca y la MSD y los problemas económicos produjeron la salida de Hyundai del Campeonato del Mundo y a pesar de que se comprometió a regresar en 2006 esto nunca se produjo y no fue hasta el año 2013 cuando anunció su intención de volver en 2014 con el Hyundai i20 WRC.
| Año  | Equipo  | Piloto        | MON | SWE | TUR | NZL | ARG | GRE | CHI | GER | FIN | AUS | SRM | FRA | ESP | GBR | Posi. | Puntos | Posi. | Puntos | Notas |
| 2003 | Hyundai | Freddy Loix   | Ret | 10  | 10  | Ret | Ret | Ret | Ret | 11  | 10  | 8   |     |     |     |     | 14º   | 4      | 6º    | 12     | [ 9 ] |
| 2003 | Hyundai | Armin Schwarz | 8   | 13  | Ret | Ret | Ret | Ret | 7   | 12  | 12  | 13  |     |     |     |     | 18º   | 3      | 6º    | 12     | [ 9 ] |